# Michałów (Distrito de Piotrków)
Michałów [miˈxawuf] es un pueblo ubicado en el distrito administrativo de Gmina Moszczenica, dentro del Distrito de Piotrków, Voivodato de Łódź, en Polonia central. Se encuentra aproximadamente a 4 kilómetros al sur de Moszczenica, a 8 kilómetros al norte de Piotrków Trybunalski, y a 39 kilómetros al sureste de la capital regional Łódź.